# Sakuramachi
Sakuramachi (桜町, 8 de abril de 1720 – 28 de maio de 1750) foi o 115º imperador do Japão, segunda a lista tradicional de sucessão.

## Vida
Antes da ascensão ao Trono do Crisântemo, seu nome pessoal (sua imina) era Teruhito. Sakuramachi reinou de 1735 a 1747. Era o filho mais velho do imperador Higashiyama, e da princesa Yukiko, que mais tarde adotará o nome budista de Shōshūmon'in.
Em 17 de julho de 1728, Teruhito se tornou o príncipe herdeiro e em 13 de abril de 1735 tornou-se imperador após a abdicação de seu pai.
Em 10 de maio de 1737 seu pai veio a falecer aos 35 anos. Em 1738, Sakuramachi realizou os rituais xintoístas esotéricos do Daijō sai (大 嘗 祭, a primeira oferenda de arroz cerimonial oferecida por um imperador recentemente entronado).
Em 1739, Hosokawa Munetaka, Daimiô do Domínio de Kumamoto e governador da Província de Higo, foi assassinado no Castelo Edo por Itakura Katsukane, a quem foi ordenado cometer seppuku como justa punição, entretanto o xogum Tokugawa Yoshimune interveio pessoalmente para mitigar as consequências adversas para a família fudai do assassino.
Em 11 de janeiro de 1741, Sakuramachi realizou os rituais xintoístas esotéricos do Shinjō sai (também conhecida como  Niiname no matsuri,  neste ritual o imperador agradece as divindades pelo ano próspero e reza para um ano novo frutífero). Esta cerimônia específica foi mantida suspensa por 280 anos. Em 1745 Tokugawa Ieshige tornou-se o nono shōgun do shogunato Tokugawa.
Em 9 de junho de 1747, Sakuramachi abdicou em favor de Momozono. E em 28 de maio de 1750 veio a falecer aos trinta anos de idade. A memória do imperador Nakamikado foi preservada em seu mausoléu designado pelo governo Tsukinowa no misasagi, que está localizado em Sennyu-ji no bairro Higashiyama-ku em Quioto.

## Xoguns
- Tokugawa Yoshimune (1735-1745)
- Tokugawa Ieshige (1745-1747)

## Daijō-kan
Ver artigo principal: Daijō-kan
- Sesshō, Konoe Iehisa (1735–1736)
- Sesshō, Nijō Yoshitada (1736–1737)
- Sesshō, Ichijō Kaneka (1737–1746)
- Sesshō, Ichijō Michika (1746–1747)
- Sadaijin, Nijō Yoshitada (1735-1737)
- Sadaijin, Ichijō Kaneyoshi (1737-1745)
- Sadaijin, Saionji Munesue (1745)
- Sadaijin, Ichijō Michika (1745-1747)
- Udaijin, Ichijō Kaneka (1735-1737)
- Udaijin, Nijō Munehira (1738)
- Udaijin, Nakanoin Michimi (1738)
- Udaijin, Saionji Munesue (1738)
- Udaijin, Ichijō Michika (1738-1745)
- Udaijin, Daigo Fuyuhiro (1745)
- Udaijin, Koga Koremichi (1745-1746)
- Udaijin, Konoe Uchisaki (1745-1747)
- Naidaijin, Koga Koremichi (1735-1736)
- Naidaijin, Kasannoin Tsunemasa (1736-1737)
- Naidaijin, Nijō Munehira (1737-1738)
- Naidaijin, Ichijō Michika (1738)
- Naidaijin, Kasannoin Tsunemasa (1738-1739)
- Naidaijin, Kujō Tanemoto (1739-1743)
- Naidaijin, Takatsukasa Mototeru (1743)
- Naidaijin, Konoe Uchisaki (1743-1746)
- Naidaijin, Nijō Munemoto (1746-1747)